# Notre-Dame-du-Cruet
Notre-Dame-du-Cruet är en kommun i departementet Savoie i regionen Auvergne-Rhône-Alpes i sydöstra Frankrike. Kommunen ligger i kantonen La Chambre som tillhör arrondissementet Saint-Jean-de-Maurienne. År 2022 hade Notre-Dame-du-Cruet 221 invånare.

## Befolkningsutveckling
Antalet invånare i kommunen Notre-Dame-du-Cruet
| Referens: INSEE |